# Ichneumon orthacanthos
Ichneumon orthacanthos är en stekelart som beskrevs av Cuvier 1833. Ichneumon orthacanthos ingår i släktet Ichneumon och familjen brokparasitsteklar. Inga underarter finns listade i Catalogue of Life.